# Daniela Elger

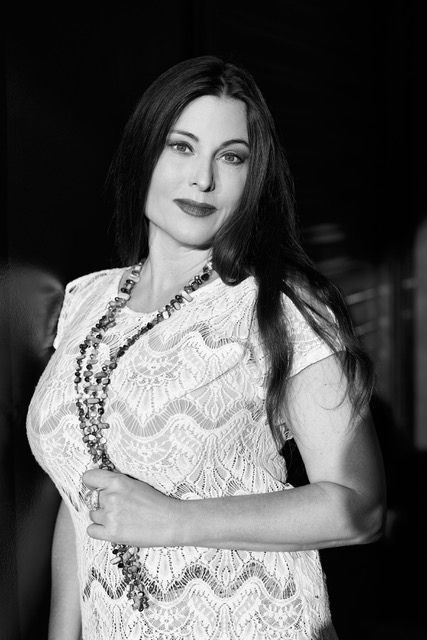
Daniela Elger

Daniela Elger (* in München) ist eine Sängerin, Komponistin, Fernsehmoderatorin, bildende- und Fotokünstlerin.

## Leben
Daniela Elger wurde in München geboren und absolvierte ein Studium in den Fächern Journalismus, Romanistik (Französisch, Okzitanisch, Italienisch) und Sozialpsychologie, das sie mit dem Magister abschloss. Von 2008 bis 2012 setzte sie sich in München an der Akademie für bildende Künste bei Dirk auf dem Hövel mit dem Thema „Akt, Porträt, Erfassung des Menschlichen“ auseinander.
Seit 2009 ist sie Mitglied der Künstlergruppe Zwanzigzehn. Sie lebte unter anderem an der Côte d’Azur und in Los Angeles.
Im Alter von 16 Jahren war sie zum ersten Mal mit dem englischen Sänger Mike Linney in den Charts. Mit dem Song Wonderland landete sie wenige Jahre später auf Platz 8 der Deutschen Dance Charts. Für einige Werbe- und Filmmusiken, Sänger und Bands, unter anderem Sasha, trat Daniela Elger als Sängerin bzw. Tänzerin auf.
Nach verschiedenen ausländischen Produktionen brachte sie 2006 ihr erstes co-produziertes Soloalbum mit dem Titel Behind the Horizon heraus.
Für das n-tv-Magazin abenteuer & reisen war sie als On-Air Reporterin tätig. Im Piratenfilm Fluch der Karibik war Daniela Elger als Rettungstaucherin tätig. Bei BR-alpha arbeitete sie in der Regie und Redaktion der Kindersendung Anschi und Karl-Heinz und war dort als Co-Moderatorin zu sehen. Das Magazin wurde mit dem Grimme-Preis ausgezeichnet. 2003 engagierte sie sich in Olinda, Brasilien als ehrenamtliche Entwicklungshelferin für das Zahnärztliche Hilfsprojekt Brasilien.
Für diverse Regionalsender von tv-münchen bis tv-potsdam war sie als Garten- und Astroshow-Moderatorin tätig. Daniela Elger moderiert derzeit beim HSE24 und von 2004 bis 2012 moderierte sie Das Sportquiz bei DSF/Sport1. 2006 führte sie mit Brigitte Nielsen und Bonnie Tyler durch die Harald Glööckler Gala für das deutsche Kinderhilfswerk. 2011 moderierte sie bei Sport1 die Game Disk Show.

## Werke/Diskographie
| Jahr | Titel                                                                               | erschienen bei                                    |
| ---- | ----------------------------------------------------------------------------------- | ------------------------------------------------- |
| 1997 | Dj Uno Wonderland (Gesang)                                                          | BMG Ariola                                        |
| 1998 | La Boom '98, Compilation (Gesang)                                                   | BMG Ariola                                        |
| 1999 | 10 Global Dance Hits (Gesang), Compilation                                          | RCA International                                 |
| 2001 | Tapestries, The Music of Elton John (Gesang)                                        | Holborne Distributing, Canada                     |
| 2002 | America the Beautiful                                                               | Cartwheel Music New York for the 9.11 Relief Fund |
| 2006 | Musik für die Sinne 4, Compilation (Gesang, Komposition)                            | SILENZIO Music                                    |
| 2006 | Daniela – Behind the Horizon (Gesang, Komposition)                                  | Tomba Records                                     |
| 2008 | Titel In the Name of Love für den BR, Zwischen Spessart und Karwendel (Komposition) | Tomba Records                                     |
| 2009 | Ocean Chillout Lounge (Komposition, Gesang)                                         | Sony Music                                        |

Verbände:
GEMA, PADI

## Ausstellungen/Arbeiten im öffentlichen Raum
| Jahr      | Name | Ort                                                           |
| --------- | --- | ------------------------------------------------------------- |
| 1995–2005 | Künstlergruppe „artinvaders“ mit Gruppenausstellungen von Objekt- u. Videoinstallationen im Rahmen des Sommer- und Winter-Rimbaldi | Alte Wiede-Fabrik München                                     |
| 2007      | Zusammenarbeit mit dem sibirischen Bildhauer Anatol Donkan                                                                         | Amur Art Museum, Viechtach/Passau                             |
| 2009      | Gauklerball "Athen" | Künstlerhaus am Lenbachplatz, München                         |
| 2010      | Gauklerball "Indien" | Künstlerhaus am Lenbachplatz, München                         |
| 2011      | "Das Meer, Phantasie u. Wirklichkeit"                                                                                              | ERES-Stiftung, München                                        |
| 2011      | Global Media Forum, mit D-Welle und Amnesty international                                                                          | World Conference Center, Bonn                                 |
| 2011      | Artiste en Residence Photographe                                                                                                   | Belvedere au rayon vert, Cerbère, Frankreich                  |
| 2011      | „Barcelona is made of wrapping paper“                                                                                              | CALGRAS, Avinyo (Barcelona), Spain                            |
| 2011      | Gruppe Zwanzigzehn, „Das Ich im Anderen“                                                                                           | Künstlerhaus am Lenbachplatz, München                         |
| 2011      | Gruppe Zwanzigzehn, „Das Ich im Anderen“                                                                                           | Pflegschloss, Schrobenhausen                                  |
| 2012      | Gauklerball "Flowerpower" | Künstlerhaus am Lenbachplatz, München                         |
| 2012      | "Barcelona - Alet" Reiseaquarelle                                                                                                  | Ancien Couvent, Jardin de Buvette, Alet-les-Bains, Frankreich |
| 2012      | "Get Rich with Art" | Kulturpavillon Nymphenburg, München                           |
| 2012      | Artiste en Residence Photographe                                                                                                   | Belvedere au rayon vert, Cerbère, Frankreich                  |
| 2012      | "Das Ich im Anderen" | Ehemalige Heyne-Fabrik, Offenbach am Main                     |
| 2013      | "Kunst privat" | Ehemalige Heyne-Fabrik, Offenbach am Main                     |
| 2014      | Gauklerball "Wilder Westen" | Künstlerhaus am Lenbachplatz, München                         |
| 2014      | Gruppe Zwanzig Zehn "Das Ich im Anderen"                                                                                           | Gustav Siegle Haus, Stuttgart                                 |
| 2014      | 10 Jahre Kunst Privat! | Heyne Kunst Fabrik, Offenbach am Main                         |
| 2014      | Artist in Residence, Casa Cuniolo                                                                                                  | Toscolano, Lombardei, Italien                                 |
| 2014      | Scizze della Spaggia, Open Space                                                                                                   | Varigotti, Italien                                            |
| 2014      | 6. KoVent, "Aufhängen/Umhängen/Abhängen"                                                                                           | Kulturpavillon Neuhausen, Nymphenburg                         |
| 2014      | Dauerausstellung Porträt "Jiyun Cheon"                                                                                             | Bad Orb, Hessen                                               |
| 2015      | „Akt-e“, Galerie „Das Fenster“ | München                                                       |
| 2016      | Urban Sketchers, Mehr als 100 Skizzenbücher                                                                                        | Seidlvilla, München                                           |
| 2016      | 9. KoVent, „Du und Exit“, abstrakte Malerei                                                                                        | Kulturpavillon, München                                       |
| 2017      | Munich Artists „Anti Homesick Box!“                                                                                                | Galerie Freiraum 16 und multiple Spaces, München              |
| 2017      | Munich Artist „Say Hello!“ Installation                                                                                            | metro station Odeonsplatz, München, Germany                   |
| 2017      | "Dreaming Boats in the Universe, Basel Art Week                                                                                    | Basel Airport, Suisse, Switzerland                            |
| 2018      | Geste Paris 2018 Binaire/Non Binaire, Photographies experimentelles                                                                | Paris                                                         |
| 2019      | Swiss Art Expo, Semi Finalist, Photographies SBB Eventhalle                                                                        | Zürich                                                        |
| 2019      | Hommage to Monet, Malerei, Pelkovenschlössl Moosach                                                                                | Pelkovenschlössl Moosach, München                             |
| 2019      | Artboxgallery Zurich, Landscape Photography                                                                                        | Zurich                                                        |
| 2019      | Miami Artweeks, Matterhorn 2.0, Eduardo Lira Gallery                                                                               | Wynwood, Florida                                              |

## Auszeichnungen
- 2018: International Monoawards[3][4]

## Literarische/künstlerische Veröffentlichungen
- Elger, Daniela: fotografische Assistenz, Florian Werner, Bildband „FÜNFSEENLAND“, 2009, Verlag Alpenblick & Seenland ISBN 978-3-7658-4170-5
- Elger, Daniela: Kalender „Barcelona, Alet-les-Bains“, 2012. bei Tomba
- Elger, Daniela: Zeitschrift Atelier, 2012, Künstlerresidenz Calgras
- Elger, Daniela: „Let me be your camel“, Reiseerzählungen, -fotografien und Porträts, 2012, Gryphon Verlag, ISBN 978-3-937800-86-8
- "the me in the you" – "das ich im anderen", gruppezwanzigzehn -10 Künstler porträtieren sich gegenseitig, künstleredition, etage3